# Rohtang-Tunnel
Der Rohtang-Tunnel (englisch Rohtang Tunnel und Rohtang Pass Highway Tunnel), offiziell Atal-Tunnel, ist ein Straßentunnel im nordindischen Bundesstaat Himachal Pradesh, der im Jahr 2020 nach rund 10-jähriger Bauzeit eröffnet wurde. Der 9,02 km lange Tunnel (während der Bauphase war noch von 8,8 Kilometern die Rede) gilt als längster Tunnel auf über 3000 m Höhe. Er ist Teil des Manali-Leh-Highways und verbindet den Ort Manali im Süden mit Keylong im abgelegenen Distrikt Lahaul und Spiti. Als Alternative zur Passstraße über den Rohtang-Pass stellt er eine ganzjährige Verbindung nach Ladakh dar.
Nach dem Pir-Panjal-Eisenbahntunnel (11.215 Meter) und dem Dr. Syama Prasad Mookerjee Tunnel (9280 Meter) für Straßenfahrzeuge in Kaschmir ist er der drittlängste operative Tunnel Indiens. Der in Bau befindliche Trivandrum Port Railway Tunnel in Kerala ist ebenfalls 9020 Meter lang.
Ende 2019 wurde der damals noch im Bau befindliche Tunnel nach dem früheren Ministerpräsidenten Atal Bihari Vajpayee in Atal-Tunnel umbenannt.

## Lage
| Südportal |

| Nordportal |

| Rohtang-Pass |

| Manali |

| Keylong |

| Shimla |

| Lahaul und Spiti |

| Ladakh |

| Punjab |

| Pir-Panjal |

Der Manali-Leh-Highway verbindet das nordwestindische Punjab mit den Berg- und umstrittenen Grenzregionen von Ladakh. Die Straße über den Rohtang-Pass im Pir-Panjal-Gebirge wird in den Wintermonaten, die von Oktober bis Juni dauern können, gesperrt. Neben der Straße über den Zoji La (3528 m) ist sie die einzige Verbindung nach Ladakh. Der Rohtang-Tunnel ermöglicht es, die Straße ins Lahaul-Tal ganzjährig offen zu halten. Das vereinfacht die Versorgung und wirtschaftliche Entwicklung der Region und dient insbesondere auch dem militärischen Nachschub. Die neue Strecke verkürzt die Reisezeit um rund vier Stunden und die Distanz zwischen Manali und Keylong um rund 45 Kilometer.
Der Tunnel befindet sich nicht direkt unter dem Rohtang-Pass, sondern verläuft fast zehn Kilometer westlich unter dem östlichen Ausläufer des Mukar Beh.

Arbeiterhütten beim Südportal im Solang Valley

Das Südportal liegt zwischen dem Rohtang-Pass und der Quelle des Beas im Solang Valley. Die Straße führt vom Beginn des Aufstiegs zum Rohtang-Pass noch rund zehn Kilometer weiter durch das Solang Valley nach Westen und dann fast vier Kilometer in Kehren den Berghang hoch auf über 3000 Meter Höhe zum Tunneleingang.
Die Zufahrtsstraße auf der Südseite ist gefährdet, von Lawinen verschüttet zu werden. Deshalb wurden in diesem Abschnitt drei Lawinengalerien, Stahlwände und Schutzdämme errichtet. Auch eine Überwachung mit Sensoren ist vorgesehen.
Das Nordportal liegt im Tal des Chandra, eines Quellflusses des Chanab, rund zwölf Kilometer westlich des Endes der Passstraße. 2020 wurde eine neue, 100 Meter lange Brücke über den Fluss zum Tunnelportal errichtet.
Der Pir Panjal erreicht im Bereich des Tunnels Höhen von über 5000 m. Die durchschnittliche Überdeckung des Tunnels liegt bei 600 Metern, maximal werden 1900 Meter erreicht. Die Geologie des Berges war vor dem Bau nur durch Untersuchungen an der Oberfläche bekannt. Das Gestein besteht hauptsächlich aus Schiefer und Migmatit.

## Bauprojekt
Der Tunnel wurde immer wieder diskutiert, unter anderem wurde er im Jahr 1983 von Indira Gandhi vorgeschlagen.
Nachdem das Projekt von Ministerpräsident Atal Bihari Vajpayee im Jahr 2000 angekündigt worden war, legte er am 23. Mai 2002 den Grundstein für den Tunnel. Der Bau in der Verantwortung der Border Roads Organisation sollte nach sieben Jahren abgeschlossen sein. Ein Bauarbeitercamp wurde im Sommer 2003 von einer Sturzflut zerstört, wodurch vermutlich 60 Arbeiter getötet wurden.
Die Arbeiten machten kaum Fortschritte: 2009 wurde der Start der Arbeiten für das Folgejahr angekündigt. Immerhin wurde 2005 die Zugangsstraße mit 18 Lawinengalerien abgeschlossen. Das Projektmanagement wurde an die australische SMEC Holding übertragen, die Ausschreibungen für die Bauarbeiten gingen an ein Konsortium von Strabag und der indischen Afcons Infrastructure. Die Projektkosten wurden auf rund  250 Millionen € geschätzt.

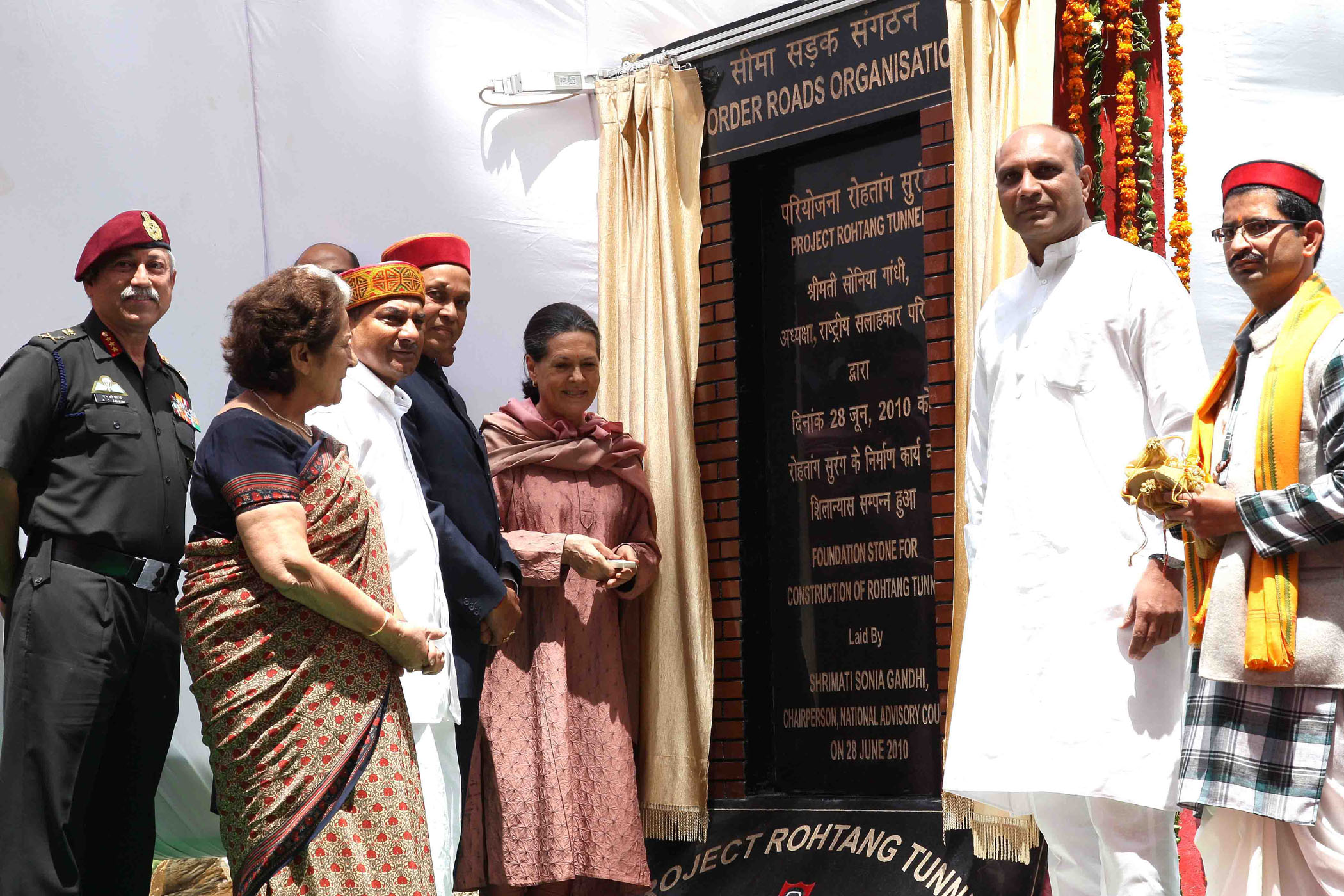
Zeremonie mit Sonia Gandhi zum Start der Bauarbeiten im Juni 2010 in Manali

Im Juni 2010 begannen die Bohrarbeiten am Südportal. Die Fertigstellung der nach Neuer Österreichischer Tunnelbaumethode, also ohne Tunnelbohrmaschinen, erstellten Röhre war für Ende 2015 geplant. Der Teilsausbruch mittels Sprengungen von Kalotte, der oberen Röhrenhälfte, der Strosse, des unteren Röhrenteils, und am Schluss der Sohle, des Tunnelbodens, erfolgte in getrennten Bauschritten. Auf den Ausbruch folgten unmittelbar die weiteren Vortriebsschritte mit Sichern des Tunnels durch Spritzbeton, Felsanker und Stahlbögen sowie dem Ausbau der Sohle, was durch eine mechanisierte, 370 Meter lange Vortriebseinrichtung unterstützt wurde. Der Tunnel mit einem hufeisenförmigen, zehn Meter breiten Querschnitt wird zwei Fahrstreifen und Gehwege auf beiden Seiten umfassen. Unter der Fahrbahn wird ein Fluchttunnel, der 2,25 Meter hoch und 3,6 Meter breit ist, mittels zwölf Meter langen Fertigbauelementen in den Tunnelquerschnitt integriert; alle 500 Meter gibt es einen Zustieg. Alle 2,2 Kilometer wurde eine Kaverne errichtet, die das Wenden von Fahrzeugen erlaubt. Die große Höhe stellt besondere Anforderungen an die Belüftung. Auch die große Überdeckung stellte hohe technische Anforderungen bei der Planung. Herausfordernd war die Logistik in der abgelegenen Region. Die Bauarbeiten konzentrierten sich auf das Südportal, da das Nordportal im Winter nicht erreichbar war.

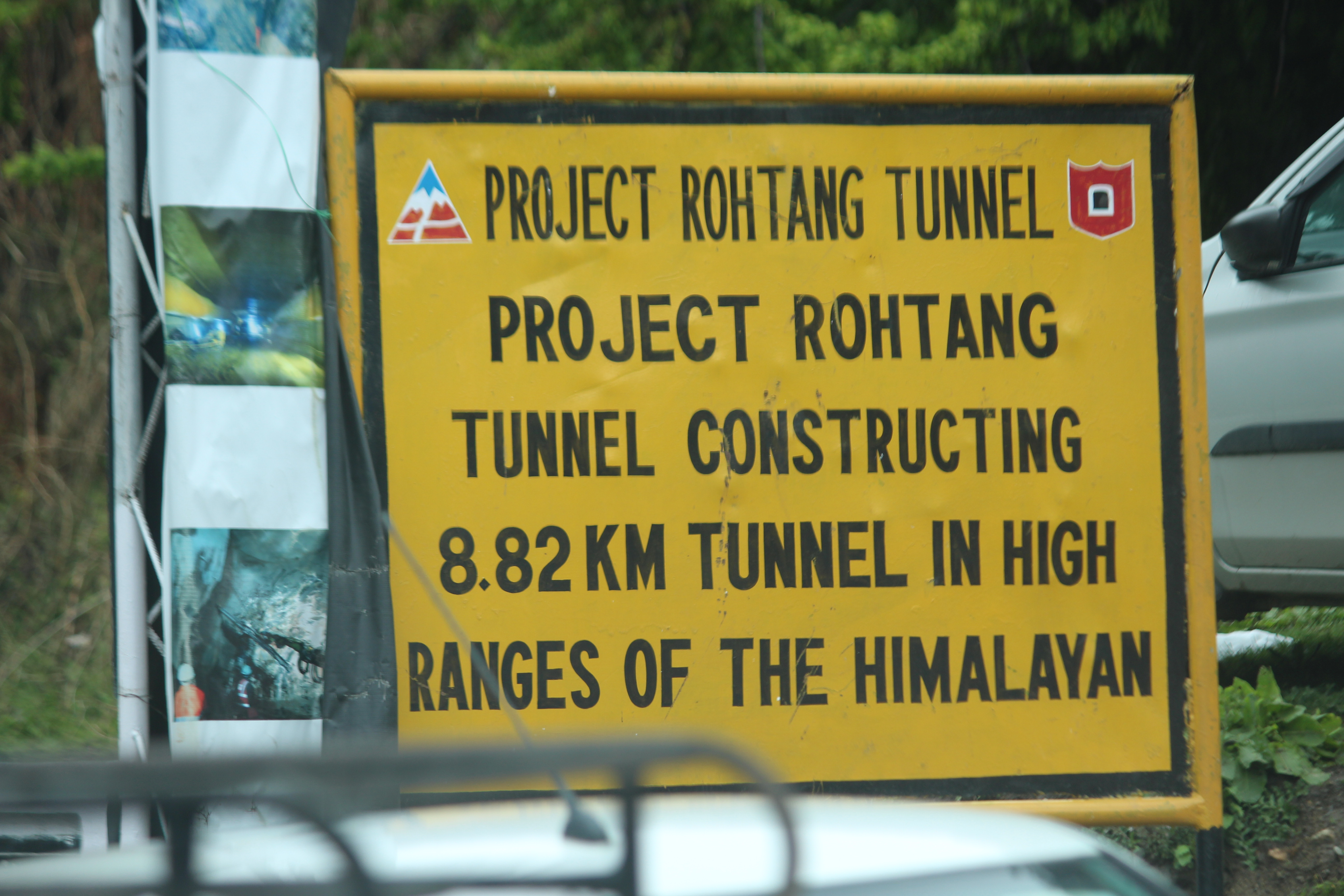
Schild mit Hinweis auf das Bauprojekt im Solang Valley

Der Fortschritt im Gestein mit mehreren geologischen Störzonen und druckhaftem Gebirge ging nur zögerlich und deutlich langsamer als geplant voran. Herausfordernd war vor allem die sogenannte Seri-Nala-Störzone mit einer Länge von 513 Metern, die auch nach dem Durchstich die Ingenieure besonders beschäftigte. Zwei Tunnelabschnitte mussten mit 15 Meter langen Rohrschirmen gesichert werden. Wassereinbrüche – bis zu drei Millionen Liter pro Tag im Juni 2012 – und ein stellenweiser Einbruch der Decke waren weitere größere Probleme. Am 10. Oktober, nach anderer Quelle am 15. Oktober 2017, erfolgte der Durchstich mit einer Abweichung von fünf Zentimetern.
In der Folge gab es immer wieder neue Angaben zur Eröffnung des Tunnels, der auch im Bauzustand gelegentlich für dringende Transporte verwendet wurde. Ein Streik der Arbeiter im März und April 2018 wegen langer Arbeitszeiten führte zu weiteren Verzögerungen. Im Januar 2019 wurde angekündigt, dass der Tunnel im August 2019 eröffnet und dem Verkehr übergeben werden soll, während im Sommer 2018 noch von November 2019 die Rede gewesen war und die Baufirma kurz zuvor noch von der zweiten Jahreshälfte 2020 gesprochen hatte. Der Termin im August 2019 verstrich aber. Kurz war wieder von einer Eröffnung im Frühsommer 2020 die Rede. Im Oktober 2019 wurde der Eröffnungstermin nochmals herausgeschoben auf Oktober 2020. Ab sofort stünde der Tunnel aber für Notfälle zur Verfügung, wurde mitgeteilt. Nur wenig später kündigte Verteidigungsminister Rajnath Singh die Eröffnung bereits im Mai 2020 an, ein weiteres nicht eingehaltenes Versprechen. Wegen der COVID-19-Pandemie soll es nur zu kurzen Unterbrüchen bei den Bauarbeiten gekommen sein. Im Juli 2020 wurde angekündigt, dass die Arbeiten noch im August abgeschlossen werden sollen und dass Premierminister Narendra Modi den Tunnel voraussichtlich im September eröffnen werde.

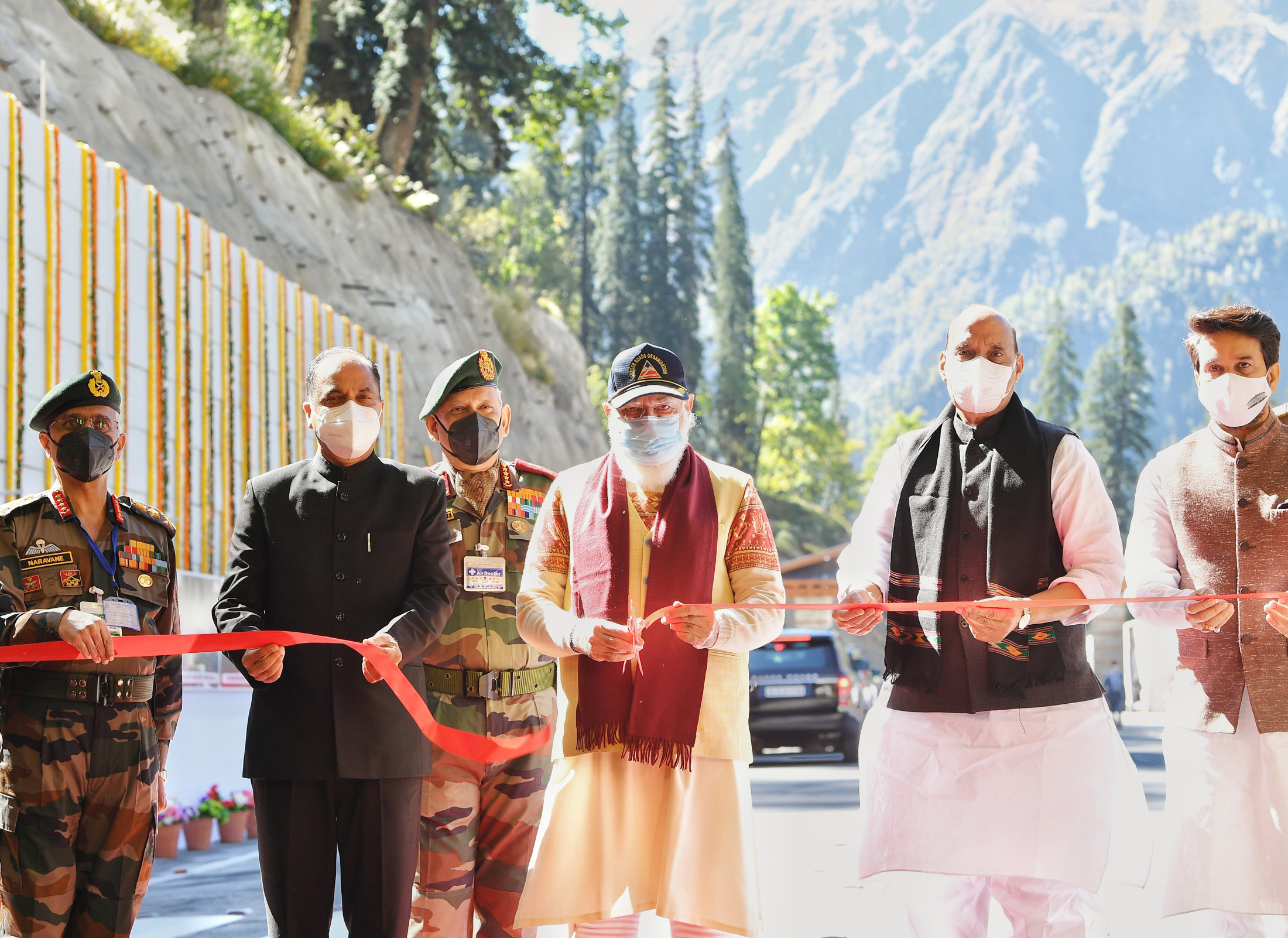
Eröffnung des Tunnels durch Premierminister Narendra Modi am 3. Oktober 2020

Schlussendlich wurde der Tunnel am 3. Oktober 2020 durch Modi eröffnet. Der Bauabschluss wurde als historischer Moment für Indien gewürdigt. Auch die militärische Bedeutung für die nordindischen Grenzgebiete wurde nochmals herausgestrichen.
Die erlaubte Höchstgeschwindigkeit beträgt 80 km/h. Durch den Tunnel verläuft auch ein Glasfaserkabel, das ganzjährig eine unterbrechungsfreie Breitband-Verbindung in Lahaul garantiert.

## Rettungseinsätze und Transporte
Im November 2017 wurde entschieden, dass der noch im Bau befindliche Tunnel nur in schlimmsten Notfällen für Rettungseinsätze von kranken oder verletzten Personen aus der Region von Lahaul und Spiti genutzt werde.
150 Personen, die nach schlechtem Wetter und Schneefall im September 2018 im Chandra-Tal blockiert waren, wurden durch den unfertigen Tunnel evakuiert. Etwa 60 Personen überwanden Abschrankungen und versuchten – einem Minister folgend – durch den Tunnel nach Süden zu gelangen, nachdem im November 2018 die Passstraße wegen Schnee gesperrt werden musste; mehrere Personen verloren im Tunnel wegen der schlechten Luft das Bewusstsein.
Vor den Parlamentswahlen 2019 wurden Ende April rund 450 Personen durch den Tunnel transportiert, da der Bedarf die verfügbare Transportkapazität mittels Hubschrauber stark überstiegen hatte. Nebst den Personen wurde die Tunnelpassage auch vier Lastwagen mit Dieseltreibstoff erlaubt, um einen Engpass zu beheben. Zudem war vorgesehen, dass Wahlmaterial, Wahlhelfer und Sicherheitskräfte durch den Tunnel transportiert werden sollen.
Auch im Winter 2020 wurden medizinische Notfälle und Passagiere durch den unfertigen Tunnel transportiert. Ab November wurde eine Busverbindung zwischen Manali und Lahaul eingerichtet: Ein täglich verkehrender Bus bringt eine beschränkte Anzahl Personen durch den Tunnel. Die Nachfrage nach dem neuen Transportservice war groß.